# Mauves-sur-Loire

Mauves-sur-Loire este o comună în departamentul Loire-Atlantique, Franța. În 2009 avea o populație de 2,999 de locuitori.